# West Midlands (Regional) League
West Midlands (Regional) League là một giải đấu bóng đá Anh dành cho các đội bóng bán chuyên nghiệp và nghiệp dư ở các vùng West Midlands (hạt), Shropshire, Herefordshire, Worcestershire và phía nam Staffordshire. Có 3 hạng đấu, cao nhất là Premier Division, nằm ở cấp độ 10 của hệ thống các giải bóng đá Anh.
Giải đấu được thành lập năm 1889 với tên gọi Birmingham & District League để phục vụ cho các đội bóng ở Birmingham và các vùng lân cận, tuy nhiên sau đó trở thành một trong những giải đấu mạnh nhất bên ngoài Football League, với thêm các đội bóng ở Bristol và Wales cùng tham gia. Sau Thế chiến thứ II nó sáp nhập thêm với kình địch Birmingham Combination để trở thành giải đấu hàng đầu ở khu vực này, nhưng giải đấu bắt đầu giảm dần vị thế từ sau những năm 1950 và nó đang vận hành với mức độ thấp hơn rất nhiều so với thời vinh quang của nó.
Giải đấu hiện tại góp đội vào Midland Football League Premier Division, chỉ một đội mỗi mùa giải. Có khoảng 50 đội tham gia trong giải đấu mỗi mùa, và các thành viên mới thường xuyên gia nhập từ những giải đấu địa phương thấp hơn.

## Lịch sử

### Những năm đầu tiên

Brierley Hill Alliance, chụp năm 1912, là thành viên của giải đấu trong 90 năm và vô địch 2 lần.

Trong những năm cuối của thập niên 1880, Birmingham và các vùng lân cận nổi lên nhiều đội bóng mạnh nhất trong nước.  Sáu đội bóng hàng đầu của khu vực gia nhập vào hai giải đấu quốc gia đầu tiên của Anh là Football League và Football Alliance, nhưng vẫn có rất nhiều đội trong khu vực muốn tham gia thi đấu. Ngày 31 tháng 5 năm 1889, một hội nghị diễn ra ở khách sạn lớn Birmingham với dự định thành lập Birmingham & District League.  Tổng cộng 17 đội bóng được mời nhưng chỉ có 13 đội tham gia, và 12 đội trong số đó được chọn để thành lập giải đấu mới, thi đấu ở mùa giải 1889–90. Đội bóng duy nhất gửi đại diện đến hội nghị nhưng không được mời tham gia vào giải đấu với lý do chưa rõ ràng là Worcester Rovers.
12 CLB tham dự mùa giải đầu tiên bao gồm Aston Victoria, Great Bridge Unity, Hednesford Town, Ironbridge,  Kidderminster Harriers, Kidderminster Olympic, Langley Green Victoria, Oldbury Town, Smethwick Carriage Works, Unity Gas Department, Wellington St George's, và Willenhall Pickwick.  Mặc dù Kidderminster Olympic giành chức vô địch, nhưng danh hiệu không được trao bởi vì có một số trận đấu vẫn chưa được hoàn thành.  Tình trạng này lặp lại trong 2 mùa giải sau đó, và đều là trường hợp của Brierley Hill Alliance, đội bóng gia nhập giải đấu ở mùa giải thứ hai, đứng đầu bảng nhưng không được trao chức vô địch.  Những năm đầu cũng chứng kiến thêm nhiều đội khác gia nhập vào giải đấu và các đội rớt ra khỏi giải đấu qua từng mùa, nhưng khi mà cấu trúc của giải đấu được hoàn tất thì nó được xem là một trong những giải đấu mạnh nhất bên ngoài Football League, chỉ cạnh tranh với Southern League và Midland League.
Cho dù tên giải đấu là như vậy, nhưng ở những năm trước khi Thế chiến thứ I xảy ra, vẫn có các đội của các vùng khác gia nhập như Bristol, Wrexham và Crewe, và thêm đội dự bị của các đội bóng ở Football League.  Một số đội bóng thành công ở Birmingham Combination cũng gia nhập giải đấu, chứng kiến một tầm cao mới trong tiêu chuẩn bóng đá ở đây. Tuy nhiên, sự bao quát rộng lớn của giải đấu đã gây nên vấn đề ở những năm 1930, với việc nhiều đội bóng gặp khó khăn khi di chuyển đi xa và tốn kém trong những chuyến làm khách, và bắt đầu có ý định rút ra để chơi ở các giải đấu bao phủ các vùng nhỏ hơn.  Năm 1938, Bangor City, Worcester City, Wellington Town và đội dự bị của Cardiff City và Wrexham rút khỏi giải đấu, số lượng đội bóng giảm đi khá nhiều nên thay vì thi đấu theo thể thức thông thường thì Ủy ban Tổ chức quyết định vận hành hai giải đấu riêng biệt chỉ kéo dài nửa mùa bóng trong mùa giải 1938–39, giải đấu đầu tiên có tên là Keys Cup và giải đấu thứ hai là League Cup. Khi bóng đá phải dừng lại ở năm 1939 do sự bùng nổ của Thế chiến thứ II, giải đấu kình địch Birmingham Combination, nhờ việc không chọn các đội bóng nằm rải rác ở khu vực rộng lớn, đã củng cố lại và trở thành giải đấu hàng đầu trong khu vực.

### Những năm sau chiến tranh
Mặc dù mất khá nhiều CLB vào tay Combination, giải đấu đã nhanh chóng trở lại sau chiến tranh, chỉ trong một vài năm họ đã lấy lại vị thế hàng đầu trong khu vực và tăng số đội bóng lên khoảng gấp đôi so với thời trước chiến tranh. Trong mùa giải 1952–53 Ủy ban Tổ chức Giải đấu đã đề nghị sáp nhập hai giải đấu lại với nhau, nhưng Combination lại từ chối, rồi sau đó 6 đội bóng mạnh nhất của Combination rút ra và gia nhập vào giải đấu.  Ủy ban của Combination đã cố gắng mở lại cuộc đàm phán sáp nhập nhưng lại bênh vực để đẩy thứ hạng 6 đội bóng của họ lên, vì thế liên đoàn đã từ chối. Một năm sau đó, tất cả 14 CLB còn lại của Combination, trừ đội West Bromwich Albion 'A', rút ra và gia nhập giải đấu, khiến cho giải đấu kình địch bị sáp nhập hoàn toàn.  40 CLB mới được chia thành hai hạng đấu Bắc và Nam, sau đó sắp xếp lại thành Division One và Two, với sự lên/xuống hạng giữa hai hạng đấu.
Cuối mùa giải 1957–58, Burton Albion và Nuneaton Borough rút ra và gia nhập giải đấu Southern League đang trong thời kì bành trướng, và một năm sau đó tiếp tục là  Hinckley Athletic rút ra.  Với cố gắng củng cố lại giải đấu bằng cách loại bỏ tất cả các đội dự bị, họ đã giảm lại chỉ còn một hạng đấu với 22 đội bóng tham gia.  Bốn năm sau, giải đấu đổi tên thành West Midlands (Regional) League để phản ánh chính xác vùng bao quát các đội bóng, nên bây giờ chỉ còn rất ít đội ở Birmingham và vùng lân cận.  Từ mùa giải 1965–66, giải đấu đã được phép chuyển lại về kết cấu hai hạng đấu và họ đổi tên hạng đấu hiện tại thành Premier Division và thêm vào Division One.  Năm 1976, trước sự đổ dồn vào của các đội bóng ở các giải đấu nhỏ hơn, Division One buộc phải chia thành Division One (A) và Division One (B), sau đó đổi tên thành Divisions One và Division Two.

### Thời hiện đại

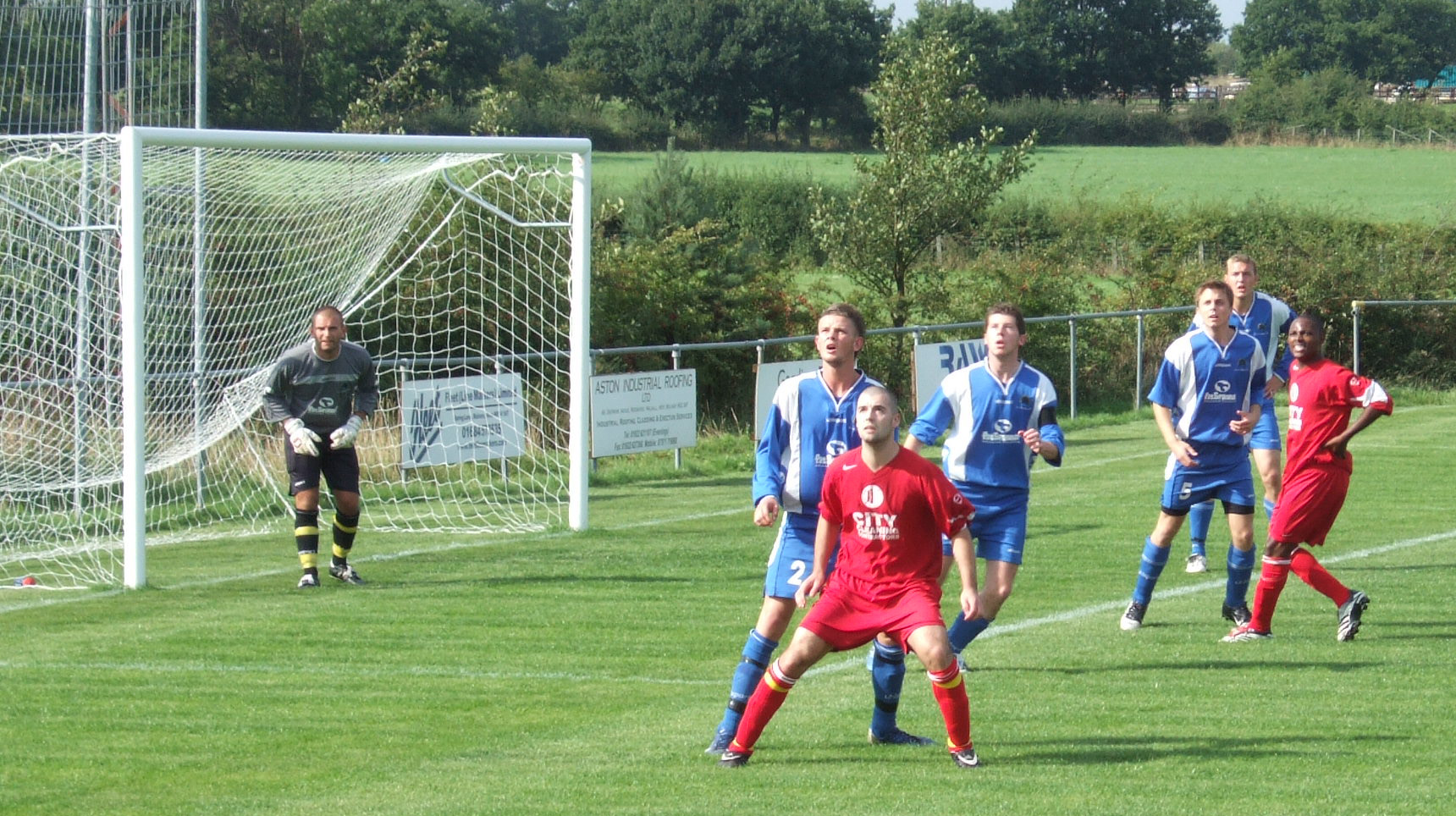
WMRL action from 2006, as the now defunct Wyrley Rangers take on Gornal Athletic.

Alliance Premier League được thành lập năm 1979, đẩy Regional League xuống sâu hơn trong hệ thống các giải bóng đá Anh. Các đội bóng thành công ở Regional League như Bilston Town, Hednesford Town và Halesowen Town bắt đầu gia nhập Southern League, làm cho Regional League giảm vị thứ xuống chỉ còn một giải đấu góp đội, mặc dù sự ra đi của họ được bù lại bằng sự gia nhập của các đội bóng từ các giải đấu nhỏ khác. Để phản ánh được dân cư tồn tại ở vùng West Midlands, một số đội bóng British Asian gia nhập giải đấu, bao gồm Sikh Hunters, đội bóng toàn người Sikh đầu tiên của nước Anh. Cùng thời điểm đó vùng bao phủ của Regional League và Midland Football Combination ngày càng hội tụ nhau, và trong những năm đầu của 1990, tiêu chuẩn thi đấu và vùng địa lý của hai giải đấu đã được xem như là gần giống nhau. Một giải đấu mới được thành lập năm 1994 để phục vụ cho các đội bóng xuất sắc nhất của hai giải đấu, vì thế Regional League mất 10 CLB vào tay Midland Football Alliance, càng làm giảm vị thế của chính giải đấu này.
Sự giảm sút số lượng buộc giải đấu phải trở về lại với cấu trúc hai hạng đấu, nhưng chỉ trong hai mùa giải, số lượng lại tăng lên Division One bị chia thành Divisions One (Bắc) and One (Nam) kể từ mùa giải 1996–97, một thể thức được duy trì đến năm 2004 khi hai Division One được tổ chức lại thành Division One và Division Two.  Mặc dù giải đấu đang vận hành ở một cấp độ thấp hơn rất nhiều so với thời hoàng kim nhưng nó vẫn tồn tại và giữ được nét độc đáo, cùng với Northern League, là giải đấu lâu đời thứ hai chỉ sau Football League.

## Cấu trúc
Hiện tại giải đấu không có nhà tài trợ. Trước đó họ được tài trợ bới Sport Italia, báo Express & Star của Wolverhampton, và nhà máy bia Banks's của Black Country. Ở mùa giải 2014–15, có 55 đội bóng tham gia, bao gồm 22 đội ở Premier Division, 16 đội ở Division One và 17 đội ở Division Two. Một vài đội ở hai hạng đấu thấp nhất là đội dự bị của các đội bóng đang chơi ở các cấp độ cao hơn. Mỗi hạng đấu dưới thể thức vòng tròn hai lượt, một lần sân nhà và một lần sân khách. Một trận thắng được tính 3 điểm (tăng từ 2 điểm kể từ mùa giải 1988–89), trận hòa được tính 1 điểm và trận thua là 0 điểm. Hiệu số bàn thắng bại được sử dụng để phân biệt các đội bóng cùng điểm số, dùng để thay thế số bàn thắng trung bình kể từ mùa giải 1978–79.
Kể từ mùa giải 1994–95, Regional League, cùng với Midland Football Combination, là một trong hai giải đấu góp đội vào Midland Football Alliance. Đội bóng đứng nhất đạt điều kiện gia nhập Alliance sẽ được thăng hạng, và một hoặc nhiều đội khác có thể xuống hạng Regional League từ Alliance tùy thuộc vào số đội còn lại của mỗi giải đấu. Trước mùa giải 2006–07, giải đấu nằm ở cấp độ 11 của hệ thống các giải đấu bóng đá Anh, mặc dù góp vào Alliance, giải đấu nằm ở cấp độ 9. Năm 2006 Regional League được xem xét bởi the Football Association là giải đấu cấp độ 10. Các đội bóng ở hai hạng đấu cao nhất được phép tham dự FA Cup và FA Vase miễn là sân vận động của họ đủ tiêu chuẩn.
Kể từ khi thành lập Midland Alliance, Regional League đã chấp nhận lời mời của nhiều đội bóng thành công ở các giải đấu nhỏ hơn nằm trong vùng bao phủ. Những giải đấu có thể tham gia vào Regional League bao gồm Shropshire County League, Herefordshire League, Wolverhampton Combination, và Kidderminster & District League. Nhiều đội có mong muốn thi đấu vào ngày Chủ nhật đã chuyển sang thi đấu ngày thứ Bảy và tham gia giải đấu. Bewdley Town, Bromyard Town và Ellesmere Rangers đều gia nhập từ 1994 và sau đó thăng hạng lên Premier Division. Các đội bóng ở Regional League trên mặt lý thuyết có thể bị xuống hạng dưới các giải đấu nhỏ hơn nhưng thực tế điều đó gần như chưa bao giờ xảy ra. Các đội duy nhất như vậy đó là Leominster Town, Kington Town và Hinton, tương ứng xuống chơi ở Herefordshire League ở các năm 2004, 2006 và 2007, mặc dù ba đội này tình nguyện rút ra để muốn chơi ở các giải đấu nhỏ hơn, đối lại với việc họ về đích chung cuộc ở cuối bảng xếp hạng.

## Khán giả
Có một thời điểm, giải đấu thu hút được một lượng đông khán giả gồm 3,000 người theo dõi trận đấu giữa Coventry City và Shrewsbury Town năm 1899.  Ở những năm 1960, cho dù vị thế của giải đấu bị giảm sút, Kidderminster Harriers vẫn thu hút khoảng 1,000 cho các trận đấu trên sân nhà của họ.  Tuy nhiên ở thời hiện đại thì con số đó đã nhỏ hơn rất nhiều.  Ở mùa giải 1993–94 Rocester chỉ có trung bình 100 người đến cổ vũ cho những trận trên sân nhà, và nhiều đội thi đấu trên sân khách dưới sự chứng kiến của số người ít kỉ lục, dưới 40 người. Số khán giả đến xem không được công bố trong kết quả của trận đấu, tuy nhiên ở FA Vase mùa giải 2005–06 số người cổ vũ cho các đội bóng đến từ Regional League trung bình khoảng 50, chỉ có trận đấu giữa Wellington và Alvechurch thuộc Midland Alliance có khoảng trên 100 khán giả đến cổ vũ.

## Các đội bóng thành viên hiện tại mùa giải 2014–15
Các đội bóng thành viên của giải đấu mùa giải 2014–15 gồm những đội sau:

### Premier Division

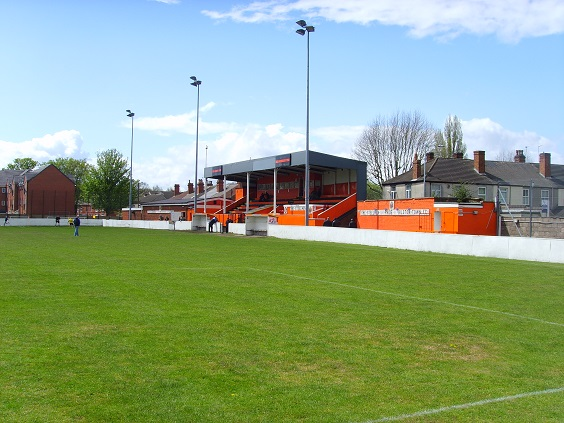
Queen Street, home of Bilston Town.

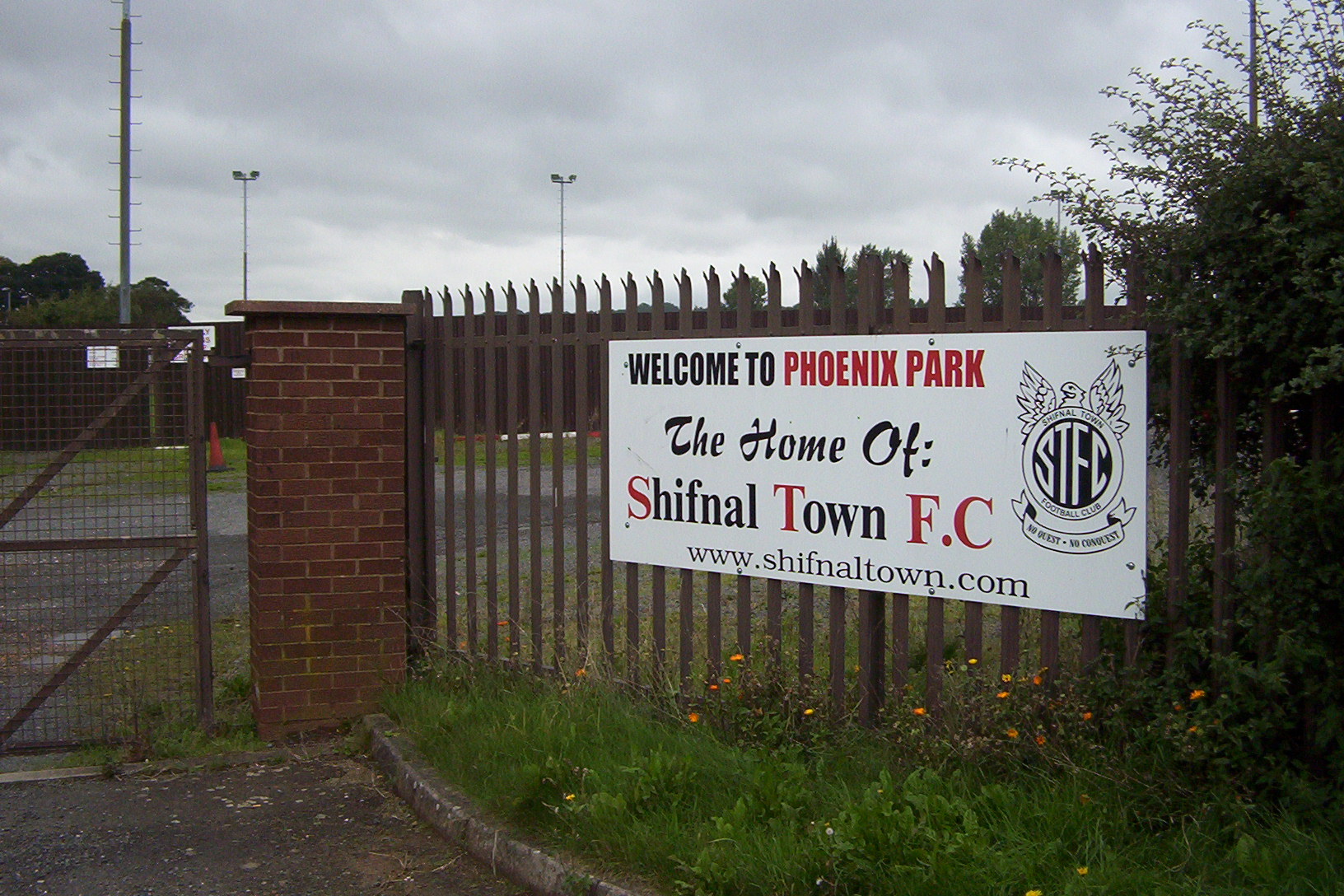
Phoenix Park, home of Shifnal Town.

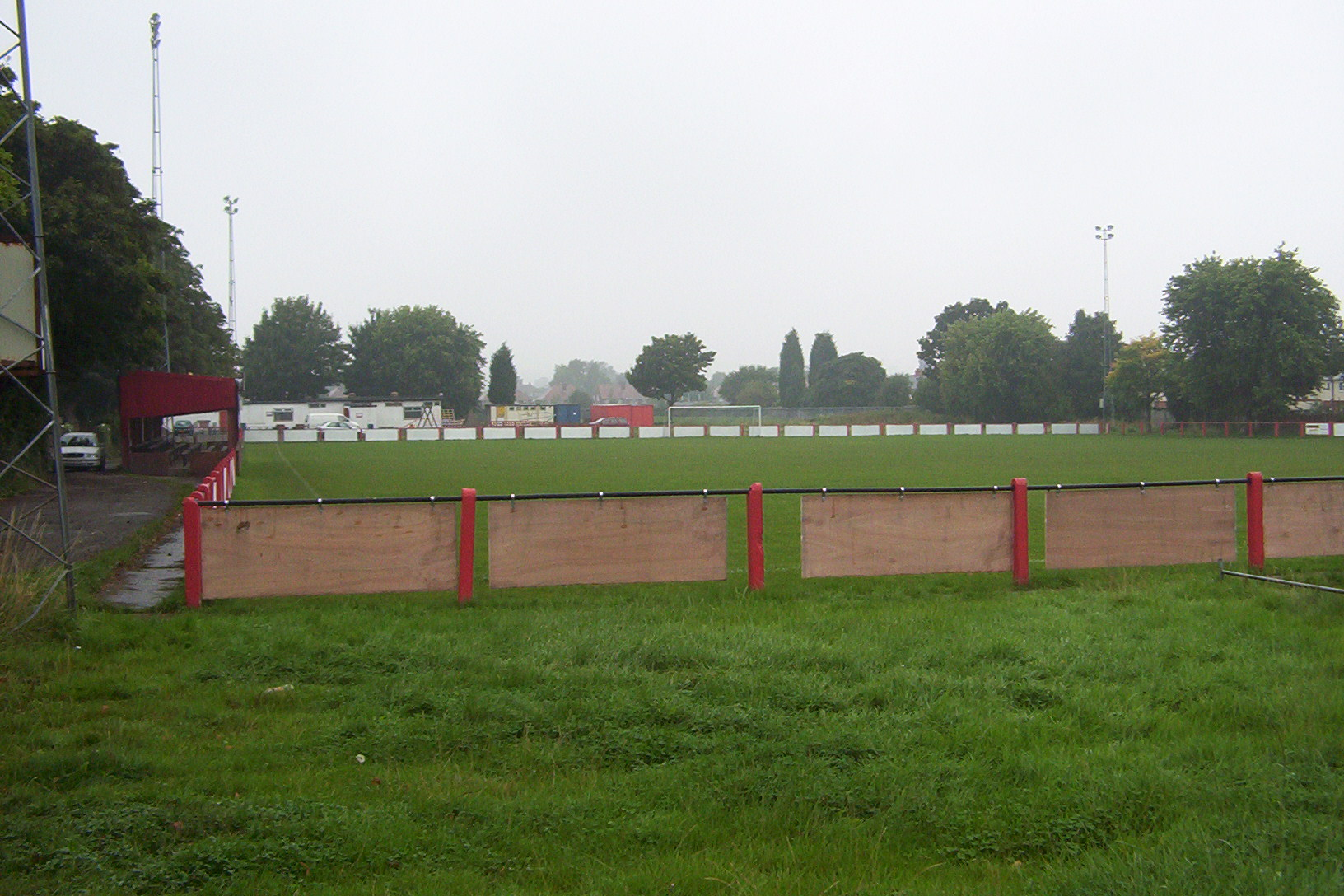
The Cottage Ground, home of Wednesfield và Wolverhampton Sporting Community.

| CLB                              | Thị trấn                  | Sân nhà                   | Năm tham gia | Vị trí chung cuộc ở mùa giải 2013–14    |
| -------------------------------- | ------------------------- | ------------------------- | ------------ | --------------------------------------- |
| AFC Bridgnorth                   | Bridgnorth                | Crown Meadow              | 2014         | Thăng hạng từ Division One              |
| Bewdley Town                     | Bewdley                   | Ribbesford Meadows        | 2005         | thứ 7                                   |
| Bilston Town                     | Bilston                   | Queen Street              | 2013         | thứ 16                                  |
| Black Country Rangers            | Tividale                  | The Beeches               | 2011         | thứ 5                                   |
| Cradley Town                     | Cradley                   | Beeches View              | 2010         | thứ 10                                  |
| Dudley Sports                    | Brierley Hill             | Hillcrest Avenue          | 2006         | thứ 17                                  |
| Dudley Town                      | Brierley Hill             | Dell Sports Centre        | 1998         | thứ 9                                   |
| Ellesmere Rangers                | Ellesmere                 | Beech Grove               | 2013         | thứ 11                                  |
| Gornal Athletic                  | Gornal                    | Garden Walk Stadium       | 2014         | Xuống hạng từ Midland Football Alliance |
| Haughmond                        | Shrewsbury                | Sundorne Sports Village   | 2014         | Thăng hạng từ Division One              |
| Malvern Town                     | Malvern                   | Langland Stadium          | 2011         | thứ 14                                  |
| Pegasus Juniors                  | Hereford                  | Old School Lane Ground    | 2011         | thứ 2                                   |
| Shawbury United                  | Wem                       | Butler Sports Centre      | 2000         | thứ 4                                   |
| Shifnal Town                     | Shifnal                   | Phoenix Park              | 2010         | thứ 19                                  |
| Smethwick Rangers                | Oldbury                   | Hillcrest Avenue          | 2013         | thứ 12                                  |
| Sporting Khalsa                  | Willenhall                | Noose Lane                | 2011         | thứ 6                                   |
| Wednesfield                      | Wednesfield               | Cottage Ground            | 2003         | thứ 15                                  |
| Wellington                       | Wellington, Herefordshire | Wellington Playing Fields | 2000         | thứ 8                                   |
| Wellington Amateurs              | Wellington, Shropshire    | Wickes Stadium            | 2012         | thứ 13                                  |
| Willenhall Town                  | Willenhall                | Noose Lane                | 2012         | thứ 20                                  |
| Wolverhampton Casuals            | Wolverhampton             | Brinsford Lane            | 1995         | thứ 3                                   |
| Wolverhampton Sporting Community | Wednesfield               | Cottage Ground            | 2008         | thứ 18                                  |

| AFC Ludlow            |
| Bartestree            |
| Bromyard Town         |
| Bustleholme           |
| Hanwood United        |
| Hereford Lads Club    |
| Penncroft             |
| Shenstone Pathfinders |
| St. Martins           |
| Stone Old Alleynians  |
| Team Dudley           |
| Trysull               |
| Wem Town              |
| Worcester Raiders     |
| Wrens Nest            |
| Wyrley                |

| AFC Worcester Olympic |
| Bartley Green Iley    |
| Bilbrook              |
| Darlaston Town        |
| FC Stafford           |
| Gornal Colts          |
| Kington Town          |
| Malvern Town Dự bị    |
| Newport Town          |
| Oakengates Athletic   |
| Powick Rangers        |
| Red Star Alma         |
| Sikh Hunters          |
| Tipton Youth          |
| Warstones Wanderers   |
| Wolverhampton United  |
| Wyrley Dự bị          |

1. ↑  Indicates the most recent occasion on which the club entered the Premier Division
2. ↑  Originally formed in Dudley.
3. ↑  Originally formed in Shawbury.

## Các nhà vô địch

### Birmingham & District League
Trước đây giải đấu chỉ có một hạng đấu duy nhất
| Mùa giải  | Đội vô địch                   |
| --------- | ----------------------------- |
| 1889–90   | không có chức vô địch         |
| 1890–91   | không có chức vô địch         |
| 1891–92   | không có chức vô địch         |
| 1892–93   | Wolverhampton Wanderers Dự bị |
| 1893–94   | Old Hill Wanderers            |
| 1894–95   | Aston Villa Dự bị             |
| 1895–96   | Aston Villa Dự bị             |
| 1896–97   | Hereford Thistle              |
| 1897–98   | Wolverhampton Wanderers Dự bị |
| 1898–99   | Wolverhampton Wanderers Dự bị |
| 1899–1900 | Aston Villa Dự bị             |
| 1900–01   | Wolverhampton Wanderers Dự bị |
| 1901–02   | West Bromwich Albion Dự bị    |
| 1902–03   | Aston Villa Dự bị             |
| 1903–04   | Aston Villa Dự bị             |
| 1904–05   | Aston Villa Dự bị             |
| 1905–06   | Aston Villa Dự bị             |
| 1906–07   | Aston Villa Dự bị             |
| 1907–08   | Aston Villa Dự bị             |
| 1908–09   | Aston Villa Dự bị             |
| 1909–10   | Aston Villa Dự bị             |
| 1910–11   | Stoke                         |
| 1911–12   | Aston Villa Dự bị             |
| 1912–13   | West Bromwich Albion Dự bị    |
| 1913–14   | Worcester City                |
| 1914–15   | Birmingham Dự bị              |

Từ năm 1915 đến năm 1919 giải đấu bị hoãn do Thế chiên thứ I.
| Mùa giải | Đội vô địch                |
| -------- | -------------------------- |
| 1919–20  | West Bromwich Albion Dự bị |
| 1920–21  | Wellington Town            |
| 1921–22  | Willenhall                 |
| 1922–23  | Shrewsbury Town            |
| 1923–24  | Stourbridge                |
| 1924–25  | Worcester City             |
| 1925–26  | Cradley Heath              |
| 1926–27  | Stafford Rangers           |
| 1927–28  | Burton Town                |
| 1928–29  | Worcester City             |
| 1929–30  | Worcester City             |
| 1930–31  | Cradley Heath              |
| 1931–32  | Cradley Heath              |
| 1932–33  | Wrexham Dự bị              |
| 1933–34  | Wrexham Dự bị              |
| 1934–35  | Wellington Town            |
| 1935–36  | Wellington Town            |
| 1936–37  | Bristol Rovers             |
| 1937–38  | Kidderminster Harriers     |

Do số lượng CLB giảm đáng kể, mùa giải 1938–39 chia thành hai giải đấu riêng biệt. Keys Cup diễn ra đến Giáng sinh và League Cup diễn ra trong phần còn lại của mùa giải.
| Mùa giải | Keys Cup               | League Cup             |
| -------- | ---------------------- | ---------------------- |
| 1938–39  | Kidderminster Harriers | Kidderminster Harriers |

Mùa giải 1939–40 bị hủy bỏ bởi sự bùng nổ của Thế chiến thứ II và hoãn cho đến năm 1946.
| Mùa giải | Đội vô địch                 |
| -------- | --------------------------- |
| 1946–47  | Halesowen Town              |
| 1947–48  | Kettering Town              |
| 1948–49  | Worcester City Dự bị        |
| 1949–50  | Hereford United Dự bị       |
| 1950–51  | Brierley Hill Alliance      |
| 1951–52  | Brierley Hill Alliance      |
| 1952–53  | Oswestry Town               |
| 1953–54  | Wolverhampton Wanderers 'A' |

Từ mùa giải 1954–55 giải đấu chia ra hai khu vực địa lý.
| Mùa giải | Khu vực phía Bắc | Khu vực phía Nam |
| -------- | ---------------- | ---------------- |
| 1954–55  | Nuneaton Borough | Redditch United  |

Kể từ mùa giải 1955–56 giải đấu tổ chức lại thành Division One và Division Two.
| Mùa giải | Division One                | Division Two        |
| -------- | --------------------------- | ------------------- |
| 1955–56  | Nuneaton Borough            | Tamworth            |
| 1956–57  | Walsall Reserves            | Bilston             |
| 1957–58  | Wolverhampton Wanderers 'A' | Oswestry Town       |
| 1958–59  | Wolverhampton Wanderers 'A' | Birmingham City 'A' |
| 1959–60  | Bromsgrove Rovers           | Aston Villa 'A'     |

Giải đấu chuyển về thể thức một hạng đấu kể từ mùa giải 1960–61.
| Mùa giải | Đội vô địch         |
| -------- | ------------------- |
| 1960–61  | Bilston             |
| 1961–62  | Lockheed Leamington |

### West Midlands (Regional) League
| Mùa giải | Đội vô địch            |
| -------- | ---------------------- |
| 1962–63  | Lockheed Leamington    |
| 1963–64  | Tamworth               |
| 1964–65  | Kidderminster Harriers |

Kể từ mùa giải1965–66 giải đấu chuyển lại về thể thức hai hạng đấu, bao gồm Premier Division và Division One.
| Mùa giải | Premier Division       | Division One          |
| -------- | ---------------------- | --------------------- |
| 1965–66  | Tamworth               | Wrockwardine Wood     |
| 1966–67  | Boston United          | Tamworth Dự bị        |
| 1967–68  | Boston United          | Warley                |
| 1968–69  | Kidderminster Harriers | Wrockwardine Wood     |
| 1969–70  | Kidderminster Harriers | Warley County Borough |
| 1970–71  | Kidderminster Harriers | Brereton Social       |
| 1971–72  | Tamworth               | Warley County Borough |
| 1972–73  | Bilston                | Tividale              |
| 1973–74  | Alvechurch             | Armitage              |
| 1974–75  | Alvechurch             | Staffordshire Police  |
| 1975–76  | Alvechurch             | Willenhall Town       |

Kể từ 1976–77 Division One chia thành khu vực 'A' và 'B'.
| Mùa giải | Premier Division | Division One (A)   | Division One (B)     |
| -------- | ---------------- | ------------------ | -------------------- |
| 1976–77  | Alvechurch       | Wednesfield Social | Wolverhampton United |

Kể từ mùa giải 1977–78 Division One (A) và Division One (B) được tổ chức lại thành Division One và Division Two.
| Mùa giải | Premier Division      | Division One        | Division Two            |
| -------- | --------------------- | ------------------- | ----------------------- |
| 1977–78  | Hednesford Town       | Chasetown           | Worcester City Dự bị    |
| 1978–79  | Willenhall Town       | Shifnal Town        | Ludlow Town             |
| 1979–80  | Sutton Coldfield Town | Rushall Olympic     | Brewood                 |
| 1980–81  | Shifnal Town          | Oldswinford         | Bromsgrove Rovers Dự bị |
| 1981–82  | Shifnal Town          | Atherstone United   | GKN Sankey              |
| 1982–83  | Halesowen Town        | Brewood             | Great Wyrley            |
| 1983–84  | Halesowen Town        | Tipton Town         | Halesowen Town Dự bị    |
| 1984–85  | Halesowen Town        | Harrisons           | Halesowen Harriers      |
| 1985–86  | Halesowen Town        | Halesowen Harriers  | Springvale-Tranco       |
| 1986–87  | Atherstone United     | Westfields          | Donnington Wood         |
| 1987–88  | Tamworth              | Rocester            | Hinton                  |
| 1988–89  | Blakenall             | Newport Town        | Broseley Athletic       |
| 1989–90  | Hinckley Town         | Darlaston           | Hill Top Rangers        |
| 1990–91  | Gresley Rovers        | Cradley Town        | Clancey Dudley          |
| 1991–92  | Gresley Rovers        | Ilkeston Town       | K Chell                 |
| 1992–93  | Oldbury United        | Knypersley Victoria | Rushall Olympic Dự bị   |

Kể từ mùa giải 1993–94 Division Two không được tiếp tục.
| Mùa giải | Premier Division | Division One          |
| -------- | ---------------- | --------------------- |
| 1993–94  | Ilkeston Town    | Stafford Town         |
| 1994–95  | Pelsall Villa    | Wolverhampton Casuals |
| 1995–96  | Wednesfield      | Goodyear              |

Kể từ mùa giải 1996–97 Division One chia thành hai khu vực địa lý.
| Mùa giải  | Premier Division | Division One (Bắc)   | Division One (Nam)  |
| --------- | ---------------- | -------------------- | ------------------- |
| 1996–97   | Wednesfield      | Great Wyrley         | Kington Town        |
| 1997–98   | Lye Town         | Bandon               | Smethwick Rangers   |
| 1998–99   | Kington Town     | Heath Hayes          | Wellington          |
| 1999–2000 | Stafford Town    | Shawbury United      | Bromyard Town       |
| 2000–01   | Ludlow Town      | Wolverhampton United | Ledbury Town        |
| 2001–02   | Causeway United  | Ounsdale             | Sedgley White Lions |
| 2002–03   | Westfields       | Newport Town         | Bewdley Town        |
| 2003–04   | Malvern Town     | Goodrich             | Gornal Athletic     |

Kể từ mùa giải 2004–05 Division One (Bắc) và Division One (Nam) được tổ chức lại thành Division One và Division Two.
| Mùa giải | Premier Division    | Division One          | Division Two          |
| -------- | ------------------- | --------------------- | --------------------- |
| 2004–05  | Tipton Town         | Great Wyrley          | Parkfields Leisure    |
| 2005–06  | Market Drayton Town | Ellesmere Rangers     | AFC Wulfrunians       |
| 2006–07  | Shifnal Town        | Darlaston Town        | Heath Town Rangers    |
| 2007–08  | Bridgnorth Town     | Birchills United      | Wellington Amateurs   |
| 2008–09  | AFC Wulfrunians     | Wellington Amateurs   | Hanwood United        |
| 2009–10  | Ellesmere Rangers   | Wellington Amateurs   | Black Country Rangers |
| 2010–11  | Tividale            | Black Country Rangers | Malvern Rangers       |
| 2011–12  | Gornal Athletic     | Wellington Amateurs   | Haughmond             |
| 2012-13  | AFC Wulfrunians     | AFC Smethwick         | Gornal Athletic Dự bị |
| 2013-14  | Lye Town            | AFC Bridgnorth        | AFC Ludlow            |